# Leptogium aquale
Leptogium aquale är en lavart som först beskrevs av Johann Franz Xaver Arnold, och fick sitt nu gällande namn av P. M. Jørg. Leptogium aquale ingår i släktet Leptogium och familjen Collemataceae.  Arten är reproducerande i Sverige. Inga underarter finns listade i Catalogue of Life.